# Evangelische Kirche Fresach

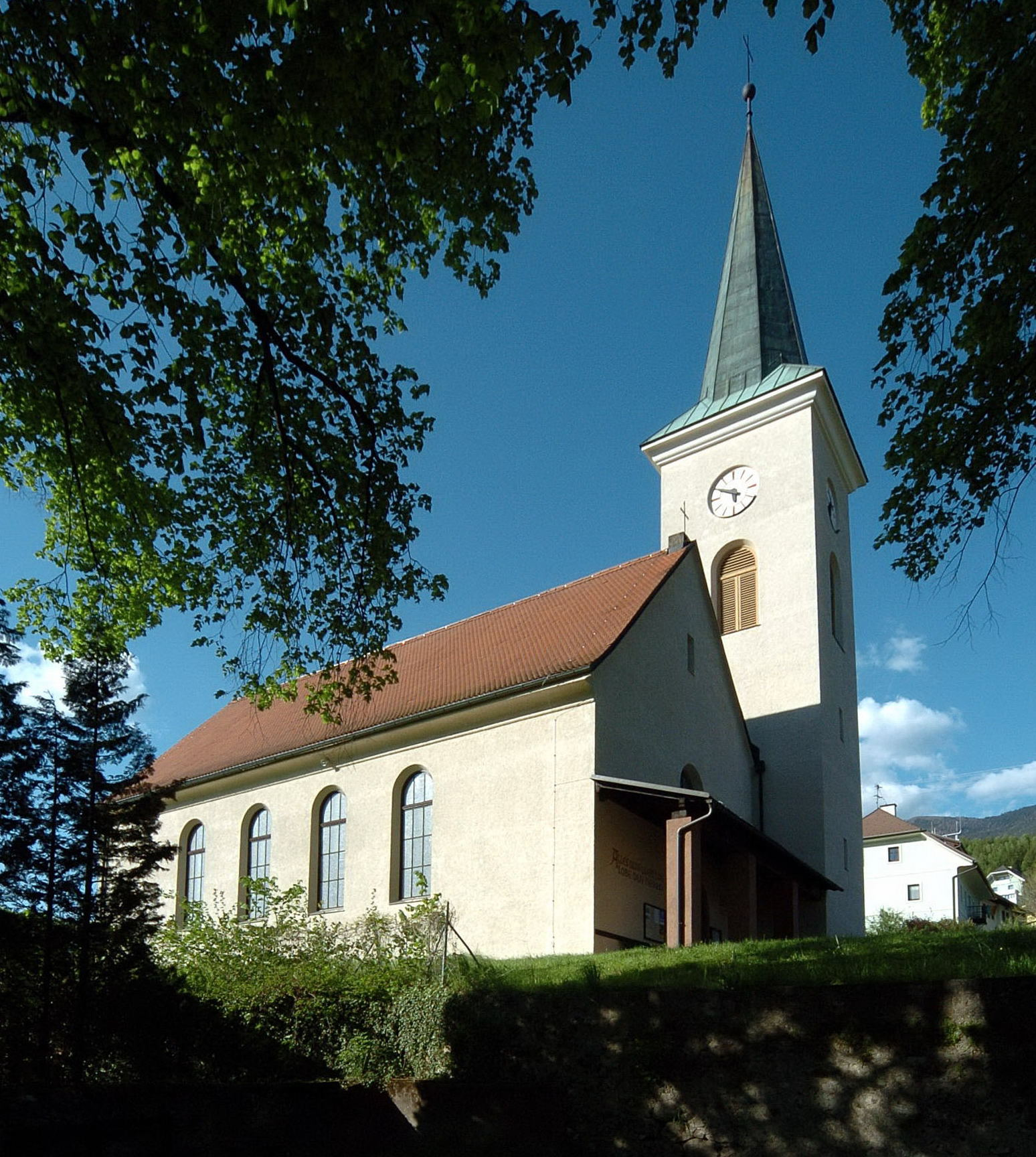
Evangelische Kirche in Fresach

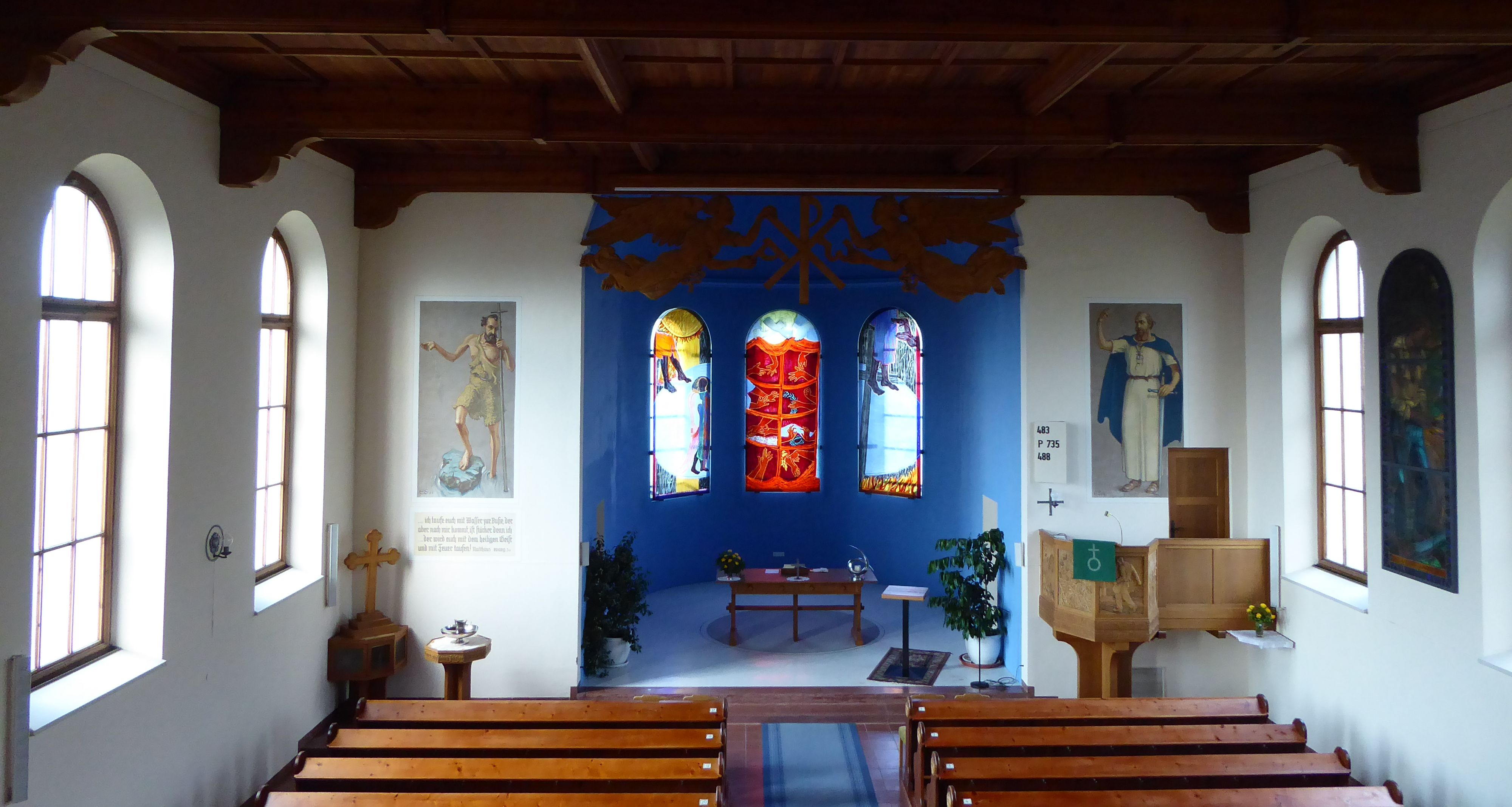
Innenansicht der Kirche von Fresach

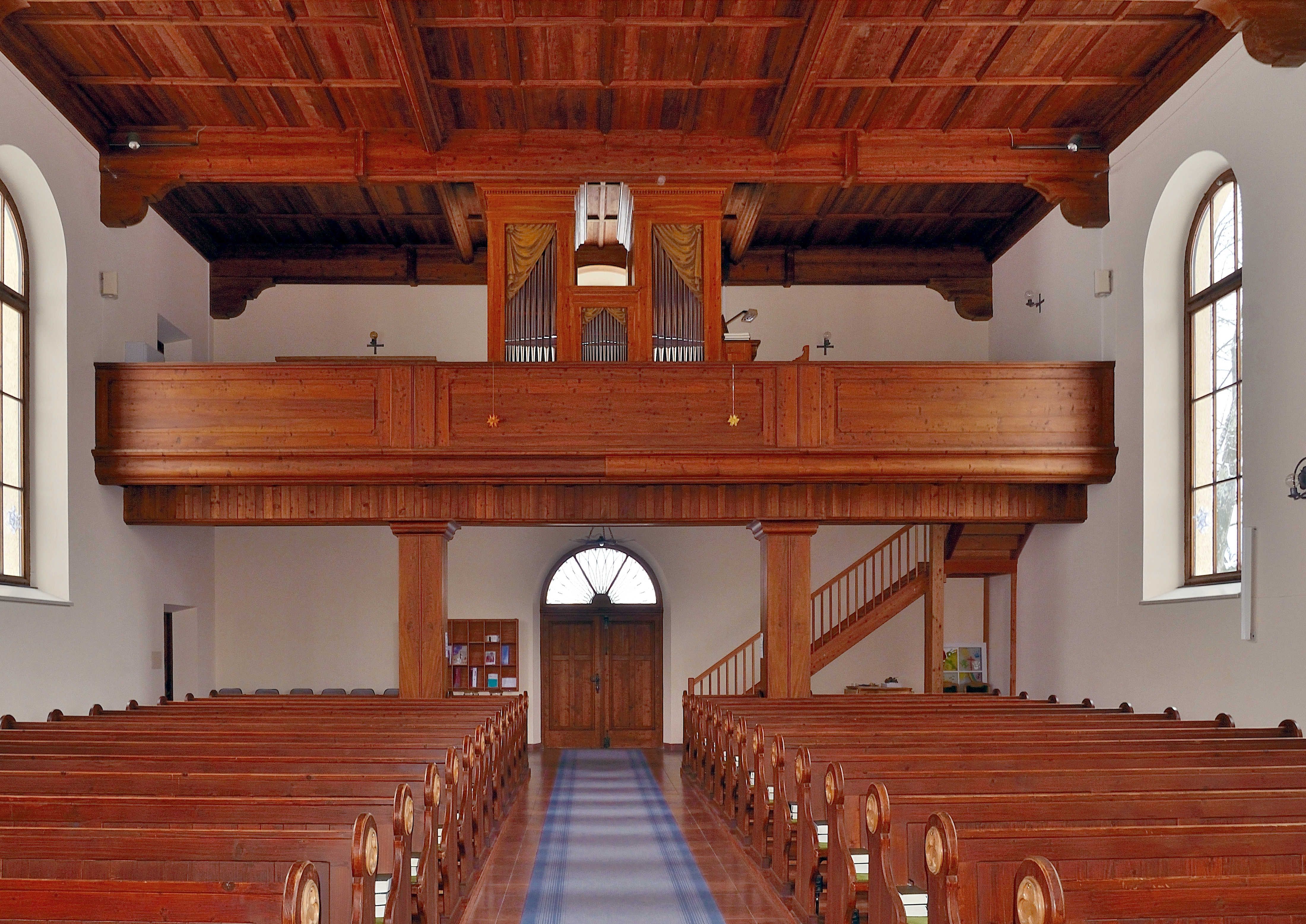
Orgelempore

Die evangelische Kirche ist die evangelische Gemeindekirche von Fresach im Bezirk Villach-Land in Kärnten. Sie gehört der Evangelischen Superintendentur A. B. Kärnten und Osttirol an.

## Geschichte
In Fresach, das 1518 habsburgisch geworden war, schloss sich bereits wenig später die Mehrheit der Bevölkerung der Reformation an, um nach Einführung der Gegenreformation als Kryptoprotestanten fortzubestehen. Das heutige Gemeindewappen von Fresach, das u. a. einen goldenen Abendmahlskelch mit Hostie als Symbol des evangelischen Glaubens zeigt, thematisiert die historische Verbundenheit zum Protestantismus. Erst mit dem Toleranzpatent Kaiser Josephs II. vom 13. Oktober 1781 konnte 1782 eine evangelische Pfarre Fresach wiederbegründet werden und erhielt 1784 anstelle eines durch Brand zerstörten hölzernen Provisoriums ein eigenes Bethaus. Der Gemeinde wurde als Filialgemeinde Puch zugeordnet. Als erster Pfarrer der Gemeinde wurde der aus Schwaben stammende Lewin Friedrich Kurz berufen.

## Architektur
Eine bereits vor Ausbruch des Zweiten Weltkriegs bestehende, aber nicht realisierte Planung des Architekten Otto Kapeller für einen Erweiterungsbau des Bethauses mit Anbau eines Turmes wurden 1949 zugunsten eines vollständigen Kirchenneubaus durch den Architekten Mangge aus Spittal/Drau ersetzt. Die in unmittelbarerer Nähe des historischen Bethauses gelegene Gemeindekirche wurde als einfacher, im Innern mit Holzbalkendecke versehener Saalbau mit Apsis und seitlich gestelltem Turm mit Pyramidenhelm ausgeführt. Die Grundsteinlegung erfolgte am 15. Mai 1949 durch den Superintendenten Fritz Zerbst, die Einweihung am 16. September 1951. Das bisherige Bethaus selbst wurde in der Folgezeit als Evangelisches Diözesanmuseum Fresach eingerichtet. Im Rahmen der Kärntner Landesausstellung des Jahres 2011 konnte ein weiteres kubisches Gebäude für das Museum errichtet werden, das vom Vorarlberger Architekten Bernhard Marte geplant wurde.

## Ausstattung
Die Innenausstattung erfolgte nach Entwürfen von Erwin Schneider, die Bildhauerarbeiten, darunter das Engelpaar über der Apsis und die Reliefs der Kanzel, schufen die Brüder Max und Hans Domenig. Die beiden Wandmalereien rechts und links der Apsis sind Darstellungen von Johannes dem Täufer und Paulus von Tarsus. 
2011 fand eine Neugestaltung des Altarraumes statt, wobei die bisherigen Apsisfenster von 1951 in den Kirchenraum versetzt und in der Apsis durch neue, farblich intensive Glasmalereien ersetzt wurden.

## Orgel
Die 1846 von Jakob Ladstätter, Orgelbauer in Zlan, erbaute, 1951 aus dem Bethaus in den Kirchenneubau übertragene Orgel wurde 2009 durch den slowenischen Orgelbauer Anton Škrabl restauriert. Ihre Disposition lautet:
| Manual C–f3 |     |
| Bourdon     | 16′ |
| Principal   | 08′ |
| Salicional  | 08′ |
| Gedeckt     | 08′ |
| Oktav       | 04′ |
| Flöte       | 04′ |
| Super-Oktav | 02′ |
| Mixtur      | 02′ |

| Pedal C–c0    |     |
| Subbass       | 16′ |
| Prinzipalbass | 08′ |

- Koppel: I/P

## Glocken
1951 erhielt die Kirche ein Geläut. Die drei Glocken tragen jeweils die programmatische Inschrift: Niemand hat größere Liebe denn die, dass er sein Leben lässt für seine Freunde Joh 15 ; Christus ist unser Friede Eph 2,14 ; Wachet, stehet im Glauben, seid männlich und seid stark 1 Kor 16 .